# Poi E
Poi E est une chanson du groupe Pātea Māori Club issue de l' album du même nom. Sortie en 1984, la chanson est entièrement en langue maorie et a dominé les charts pop néo-zélandais pendant quatre semaines et est également devenue le plus gros vendeur en Nouvelle-Zélande en 1984, « surpassant tous les artistes internationaux ». Son vidéoclip mêle des chants maoris, des danses poi et le port du kākahu (manteau  traditionnel) et des éléments de hip-hop, notamment de la break dance. La chanson se maintient à la première place en Nouvelle-Zélande durant les 3 décennies suivantes.
Aujourd'hui, la chanson conserve son statut de chanson culte, y compris chez les pākehās, notamment à cause de la notoriété du groupe Pātea Māori Club. Pour les Maoris, la chanson a le statut d'hymne générationnel.

## Genèse du titre
Le texte a été écrite par le linguiste maori Ngoi Pēwhairangi et la musique a été composée par Dalvanius Prime . L'objectif de Pēwhairangi avec cette chanson est de promouvoir la fierté ethnique maorie parmi les jeunes maoris au travers d'un medium populaire. Prime Pēwhairangi sont d'abord confrontés à l'indifférence des maisons de disques, ce qui pousse Prime a produire la chanson et l'album sous son propre label, Maui Records. Le single est la première sortie sur Maui Records et est distribuée par WEA.

## Génération Hip-hop
Le morceau ainsi que le vidéo-clip comportent des éléments de la culture hip-hop des années 80, notamment du rap et de la breakdance. La chanson mélange au chant traditionnel maori des emprunts au gospel et le funk, deux musiques ayant influencé le hip-hop en tant que principaux genres musicaux afro-américains. Par ces choix, le Pātea Māori Club souhaite donner à la jeune "génération hip-hop" « leur langue et leur culture à travers du médium avec lequel elle à l'aise », ce dernier étant le hip-hop. En même temps qu'il contribue à transmettre aux jeunes générations la culture traditionnelle maorie, le hip-hop « offrait également aux jeunes maoris en particulier un substitut viable à leur propre culture ».
A ce moment-là le hip-hop est déjà un genre populaire chez les Néo-Zélandais, les Maoris en particulier, et Poi-E le renforce. Par la suite des crews de hip-hop maoris fleurissent dans toute la Nouvelle-Zélande.

## Version alternative
La version originale de la chanson sans éléments hip-hop ajoutés est bien accueillie dans la catégorie "chanson poi" au festival polynésien de 1983 à Auckland.

## Classement commercial

### Classement hebdomadaire
| Classement (1984)                    | Position |
| ------------------------------------ | -------- |
| Classement des singles néo-zélandais | 1        |
| Classement (2010)                    | Position |
| Classement des singles néo-zélandais | 3        |

### Classement annuel
| Classement (1984)                    | Position |
| ------------------------------------ | -------- |
| Classement des singles néo-zélandais | 1        |
| Classement (2010)                    | Position |
| Classement des singles néo-zélandais | 43       |

## Postérité et reprises au cinéma
En 2010 Poi E est présente dans une séquence post-générique de fin dans le film Boy de Taïka Waititi. La séquence reprend des éléments du clip de 1984 ainsi que des allusions au clip de Thriller de Michael Jackson. Cet hommage à la culture maorie relance la popularité du titre, 23 ans après sa première diffusion.
En juillet 2016, un film sur la chanson, Poi E: The Story of Our Song, est présenté en avant-première au Festival international du film de Nouvelle-Zélande .